# Macroteleia rubra
Macroteleia rubra är en stekelart som först beskrevs av Jean Risbec 1950.  Macroteleia rubra ingår i släktet Macroteleia och familjen Scelionidae. Inga underarter finns listade i Catalogue of Life.